# Poggio Renatico (przystanek kolejowy)
Poggio Renatico (wł. Stazione di Poggio Renatico) – przystanek kolejowy w Poggio Renatico, w prowincji Bolonia, w regionie Emilia-Romania, we Włoszech. Znajduje się na linii Bolonia – Ankona. 
Według klasyfikacji Rete Ferroviaria Italiana ma kategorią brązową.

## Linie kolejowe
- Linia Bolonia – Ankona

## Ruch kolejowy
Przystanek jest obsługiwany przez regionalne pociągi obsługiwane przez Trenitalia w ramach umowy o świadczenie usług podpisanej z regionem Emilia-Romania.